# Cherier
Cherier település Franciaországban, Loire megyében. Lakosainak száma 522 fő (2022. január 1.). Cherier Laprugne, Villemontais, Arcon, Cremeaux, Saint-Jean-Saint-Maurice-sur-Loire, Saint-Just-en-Chevalet és La Tuilière községekkel határos.

## Népesség
A település népességének változása:
| Lakosok száma | 647  | 542  | 482  | 449  | 487  | 532  | 559  | 569  | 553  | 522  |
|               | 1968 | 1982 | 1990 | 2006 | 2013 | 2015 | 2017 | 2019 | 2020 | 2022 |